# 花鳥風月 (ケツメイシの曲)
「花鳥風月」（かちょうふうげつ）は、ケツメイシのメジャー5枚目・通算8枚目のシングル。

## 解説
前作「トモダチ」から約7ヶ月ぶりのシングル。テレビ朝日「無添加」エンディングテーマ。本作シングルにはカップリング曲がなく、全て表題曲のヴァージョン違いのみが収録されている。

## 収録曲
1. 花鳥風月
2. 花鳥風月 （Instrumental）
3. 花鳥風月 （Ryoji Relax）
4. 花鳥風月 （YANAGIMAN Mix）
5. 花鳥風月 （DJ KOHNO Remix）